# الدوري الروماني لكرة السلة
الدوري الروماني لكرة السلة (بالرومانية: Liga Națională)‏ هو دوري كرة سلة احترافي في رومانيا تأسس في سنة 1932. يلعب فيه 13 فريقا.

## وصلات خارجية
- الموقع الرسمي